# Sakkos

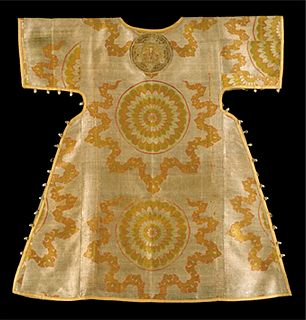
Sakkos du XVIIe siècle. Il a 16 boutons de chaque côté, plus 1 au col pour un total de 33: le nombre traditionnel d'années dans la vie terrestre de Jésus (Benaki Museum, Athènes, Grèce).

Le sakkos (en grec ancien : σάκκος, « manteau ») est un vêtement liturgique des Églises d'Orient issu de l'époque byzantine. C'est l'ancienne chlamyde, c'est-à-dire une tunique sans manches, puis à manches courtes. Le sakkos est en soie et recouvert de brocarts et de pierres précieuses. Il est en principe réservé aux patriarches et aux métropolites et de couleur différente suivant les temps de la liturgie.
Matthieu Ier, patriarche de Constantinople, cite en octobre 1397 dans un inventaire du trésor de Sainte-Sophie : un sakkos blanc en fils d'or avec des cercles violets et des croix en perles, un sakkos blanc en fils d'or sans perles, un sakkos noir en fils d'or, un sakkos blanc orné de fils d'or avec les images du Christ et de la Mère de Dieu orné de perles et de trois pierres bleues, un sakkos violet en fil d'or, un sakkos bleu avec des perles, un sakkos violet en fils d'or avec des feuilles de lierre en argent doré, douze émaux et six images de saints avec des brillants et des perles.  

## Histoire

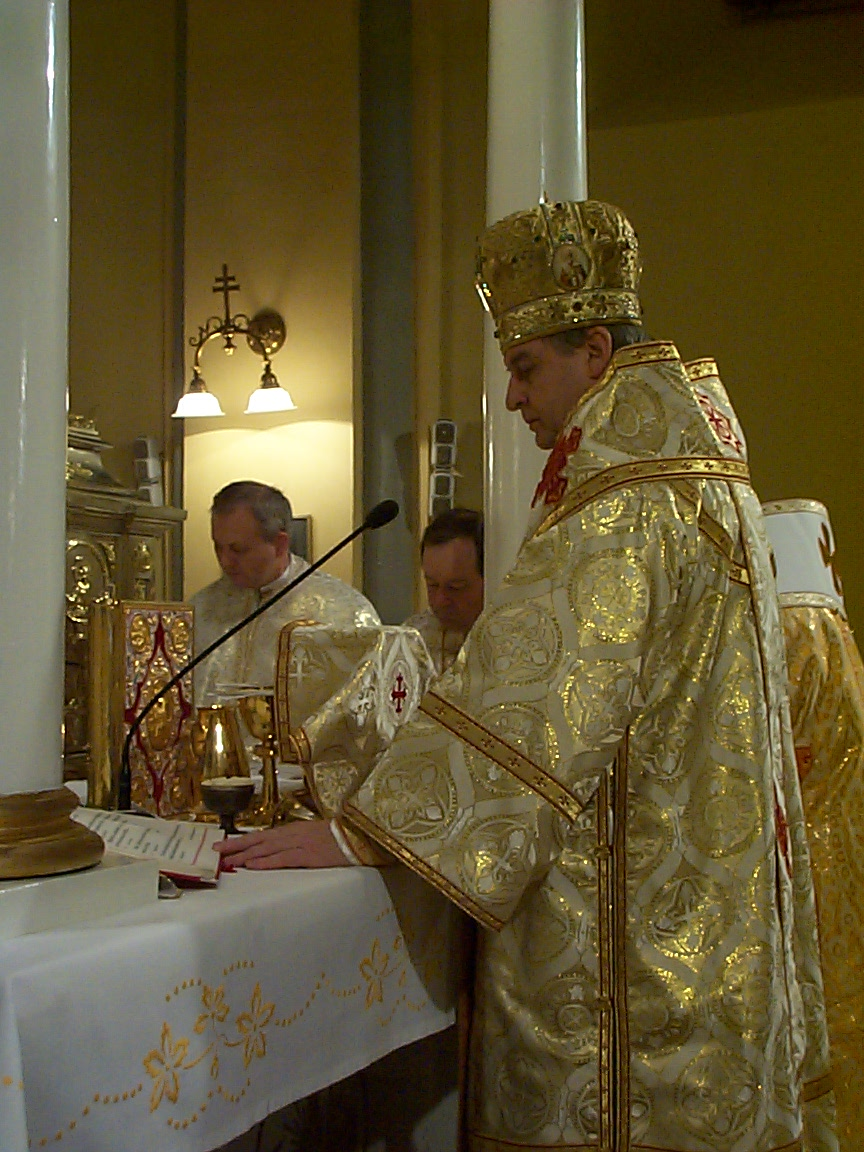
Évêque grec-catholique slovaque en sakkos à fils d'or (Mgr Ján Babjak).

À l'origine, tous les évêques portaient un phélonion (en grec ancien : φαιλόνιον, « chasuble ») similaire à celui porté par les prêtres, mais tissé ou brodé avec un motif croisé multicouche appelé le polystavrion (en grec ancien : πολυσταύριον, « à croix multiples »). L'usage du sakkos était un privilège accordé par le Basileus (Empereur) aux patriarches de manière individuelle, en signe de sa faveur personnelle. La première preuve littéraire évoquant ce vêtement se trouve dans les écrits de Théodore Balsamon, Patriarche d'Antioche (vers 1130-1140). Au XIIIe siècle, il est porté par tous les patriarches et quelques archevêques de haut rang, mais seulement à Pâques et lors des grandes fêtes de la Pentecôte et de la Nativité. D'autres évêques ont quant à eux continué à porter le polystavrion. 
Après la chute de Constantinople (1453), les évêques l'utilisèrent en général avec la mitre, dérivée de la couronne impériale, comme signe de leur autorité temporelle dans le Rum millet de l'Empire ottoman. Le sakkos est maintenant porté par tous les évêques catholiques orthodoxes et byzantins, quel que soit leur rang. Contrairement à la pontificalia occidentale qui peut être portée par les prélats qui ne sont pas évêques — pourvu qu'ils aient le privilège de le faire — le sakkos ne peut être porté que par un évêque.